# Pierre Borrione
Francisque Pierre Joseph Borrione (Lyon, 11 februari 1913 – Aime, 2 mei 1974) was een Frans verzetsstrijder, arts en lokaal politicus. 

## Biografie
Tijdens de Tweede Wereldoorlog was Pierre Borrione actief in de Résistance in het kanton Aime, waar hij andere verzetsstrijders verzorgde en jongeren hielp om de verplichte werkdienst te ontduiken. 
Begin jaren 1950 was Borrione de eerste dokter in Frankrijk die de lokale bevolking, van Bellentre en Mâcot, vaccineerde tegen polio. 
In 1959 werd hij verkozen als burgemeester van Aime. Als burgemeester, tot 1971, en als voorzitter van de intercommunale tot 1974, lanceerde Borrione het plan om van de alpenweiden ten zuiden van Aime een grootschalig wintersportgebied te maken. Daartoe nam hij in 1960 architect Michel Bezançon onder de arm. Borrione wordt gezien als de bedenker van La Plagne, dat eind 1961 opende en in de decennia die erop volgden sterk uitbreidde. Hij voorzag in de oorspronkelijke plannen ook al een verbinding met wat later Les Arcs zou worden; wat in 2003 gerealiseerd zou worden als Paradiski.

## Bron
- (fr)  Romain Guigon en Agnès Le Masson, "Une Histoire de La Plagne", 2016.

- Bibliothèque nationale de France: cb11048669p (data)
- Base Léonore: 19800035/1258/45149
- Système universitaire de documentation: 204710251
- Virtual International Authority File: 94151050169733412039